# Ludia pseudovetusta
Ludia pseudovetusta is een vlinder uit de familie nachtpauwogen (Saturniidae), onderfamilie Saturniinae.
De wetenschappelijke naam van de soort is voor het eerst geldig gepubliceerd door Rougeot in 1978.